# St. Quirinus (Perl)

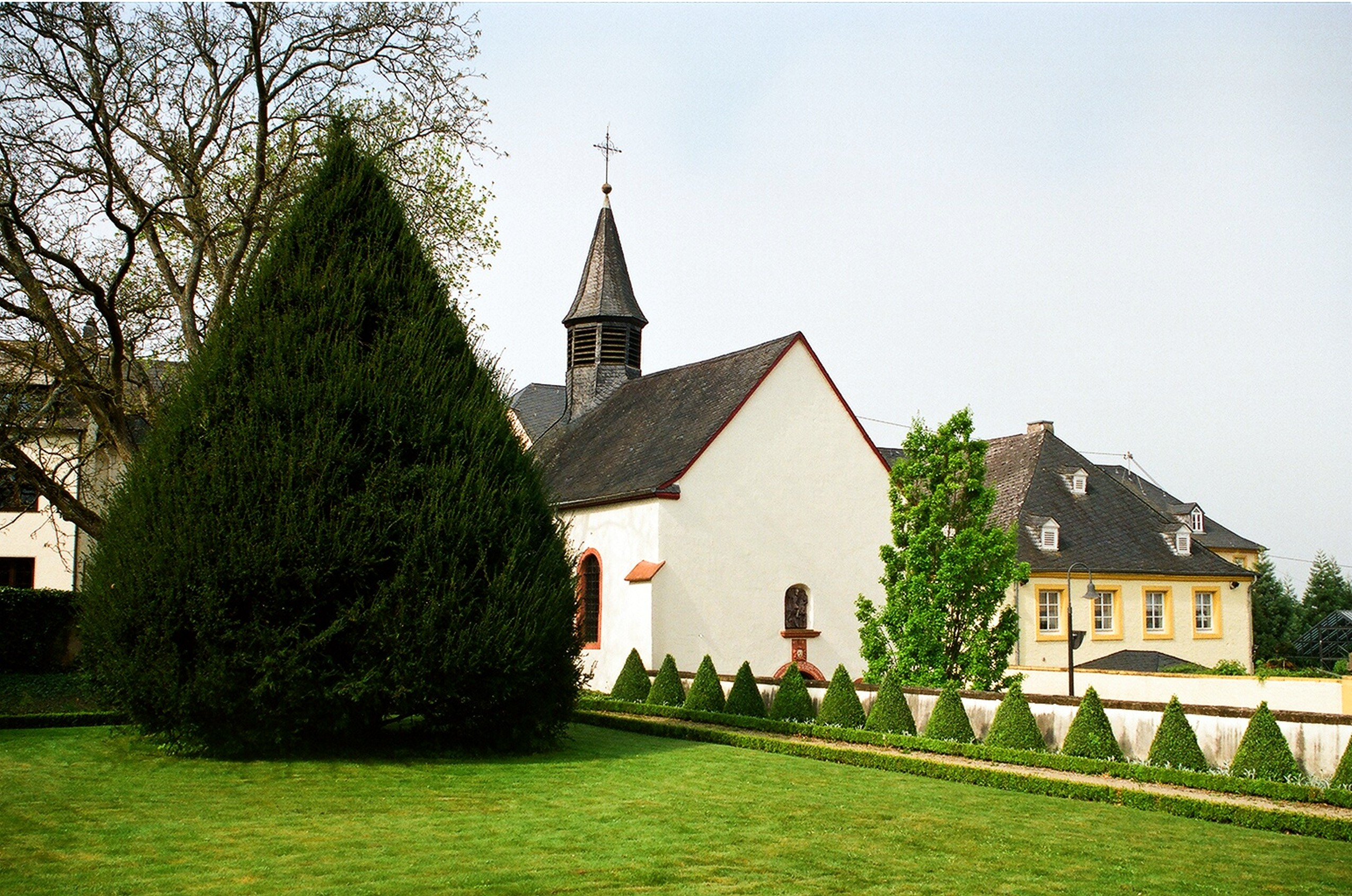
St.-Quirinus-Kapelle

St. Quirinus ist eine römisch-katholische Kapelle in der saarländischen Gemeinde Perl. Sie steht als Einzeldenkmal unter Denkmalschutz. Die kleine Kirche ist dem hl. Quirinus von Neuss geweiht.

## Geschichte
Eine erste Quirinuskapelle entstand im 17. Jahrhundert am Standort eines keltischen Brunnenheiligtums, 1712 erfolgte dann der Neubau der heutigen Kapelle, der bald zur Wallfahrtsstätte für die ganze Region wurde. Im Zuge der Säkularisation nach der Französischen Revolution gehörte die Kapelle ab seit 1803 der Familie von Nell. Nach 1900 wurden die Quirinus-Wallfahrten selten und gerieten durch Kriege fast in Vergessenheit.
1936 schenkte die Familie von Nell das kleine Gotteshaus der katholischen Kirchengemeinde Perl, die es mit Hilfe der Zivilgemeinde durch den Architekten Mertes aus Trier sanieren ließ. 1950 erfolgte eine erneute Benediktion und die Kirche wurde zur Kriegergedächtnisstätte bestimmt. Noch im gleichen Jahrzehnt erfolgte eine Sanierung. 1970 wurde die Kirche erneut saniert. Da Feuchtigkeitsschäden die Gebäudesubstanz bedrohten, wurden Drainagen gelegt und der Außen- und Innenputz erneuert. Dabei gingen die Fresken an der Eingangswand und den drei Seiten des Chores verloren. 1988 übertrug die Kirchengemeinde die Kapelle an die Zivilgemeinde Perl und erhielt im Tausch die Michaelkapelle in Oberperl. 2003 restaurierte man die Quirinuskapelle erneut. Dabei wurde der Innenraum umgestaltet, die Elektroanlage erneuert und die Wände innen und außen neu gestrichen.
Heute wird die Kirche nur noch zweimal pro Jahr sakral genutzt: beim Quirinusritt am 1. Mai und bei der Ehrung der Kriegsopfer am Volkstrauertag.

## Architektur
Der kleine Saalbau besitzt einen Chor mit dreiseitigem Abschluss. Die beiden Traufseiten sind durch je zwei Fensterachsen durchbrochen und werden von Strebewerk gestützt. Auf dem geschieferten Satteldach sitzt über dem Chor ein geschieferter Dachreiter mit hoher Haube. Der Eingang liegt auf der nördlichen Giebelseite in einem Rundbogenportal mit Inschrift. Darüber ein Wappenfeld mit der Jahreszahl 1712, gefolgt von einer Nische mit halbrundem Abschluss, darin ein Gussrelief. Das Portal wird von zwei kleinen Rundbogenfenstern flankiert. Vom Chor aus führt ein Durchbruch in den ältesten Teil der Kapelle aus dem 17. Jahrhundert, einen kleinen längsrechteckigen Raum mit Gussreliefs.

## Ausstattung
In einer Nische über dem Eingang hängt ein Gussrelief, das den hl. Quirinus in Kriegsrüstung mit Schild und Lanze auf einem Pferd zeigt. An der rechten Seitenwand des Chors hängt ein geschnitztes Kreuz. Außerdem besitzt die Kirche 14 Kreuzweggussreliefs, die an der Stirnwand des Betraums hängen und eine Gussplatte mit Auferstehungsszene. In einer Nische im Chor steht ein geschnitzter Quirin in Kriegsrüstung.